# From Mars to Sirius
From Mars to Sirius – trzeci album studyjny deathmetalowego zespołu Gojira, wydany w 27 września w 2005 roku. Płyta jest monotematyczna: temat albumu jest ścisły — poprzez aspekty instrumentalne, narracyjne i liryczne, traktuje o środowisku ziemskim i co robić, by ocalić Ziemię, zanim będzie na to za późno.

## Lista utworów
Opracowano na podstawie materiału źródłowego.
| Nr  | Tytuł utworu                          | Słowa          | Muzyka                                    | Długość |
| --- | ------------------------------------- | -------------- | ----------------------------------------- | ------- |
| 1.  | „Ocean Planet”                        | Joe Duplantier | Joe Duplantier, Mario Duplantier          | 5:32    |
| 2.  | „Backbone”                            | Joe Duplantier | Joe Duplantier, Mario Duplantier          | 4:18    |
| 3.  | „From the Sky”                        | Joe Duplantier | Joe Duplantier, Mario Duplantier          | 5:48    |
| 4.  | „Unicorn” (utwór instrumentalny)      |                | Joe Duplantier, Mario Duplantier          | 2:09    |
| 5.  | „Where Dragons Dwell”                 | Joe Duplantier | Joe Duplantier, Mario Duplantier          | 6:54    |
| 6.  | „The Heaviest Matter of the Universe” | Joe Duplantier | Joe Duplantier, Mario Duplantier          | 3:57    |
| 7.  | „Flying Whales”                       | Joe Duplantier | Joe Duplantier, Mario Duplantier          | 7:44    |
| 8.  | „In the Wilderness”                   | Joe Duplantier | Joe Duplantier, Mario Duplantier          | 7:47    |
| 9.  | „World to Come”                       | Joe Duplantier | Joe Duplantier, Mario Duplantier          | 6:52    |
| 10. | „From Mars”                           | Joe Duplantier | Joe Duplantier, Mario Duplantier          | 2:24    |
| 11. | „To Sirius”                           | Joe Duplantier | Joe Duplantier, Mario Duplantier          | 5:37    |
| 12. | „Global Warming”                      | Joe Duplantier | Joe Duplantier, Mario Duplantier          | 7:50    |
| 13. | „Escape” (utwór dodatkowy)            | James Hetfield | James Hetfield, Lars Ulrich, Kirk Hammett | 5:08    |
|     |                                       |                |                                           | 1:12:00 |

## Twórcy
Opracowano na podstawie materiału źródłowego.
| Zespół Gojira w składzie - Joe Duplantier − wokal, gitara elektryczna, miksowanie, oprawa graficzna - Mario Duplantier − perkusja - Christian Andreu − gitara elektryczna - Jean-Michel Labadie − gitara basowa |  | Inni - Laurentx Etchemendy − realizacja nagrań - Laurentx Etxemendi − inżynieria dźwięku, miksowanie - Jean-Michel Labadie − miksowanie, oprawa graficzna - Jean-Pierre Chalbos, Séb Dupuis − mastering |

## Listy sprzedaży
| Lista | Kraj    | Pozycja |
| ----- | ------- | ------- |
| SNEP  | Francja | 44      |

## Wydania
| Wydania | Wydania             | Wydania                                          | Wydania                               | Wydania                             | Wydania |
| Rok     | Nr katalogowy       | Format                                           | Wytwórnia                             | Region                              | Źródło  |
| ------- | ------------------- | ------------------------------------------------ | ------------------------------------- | ----------------------------------- | ------- |
| 2005    | MS 08, 5101103372   | CD, Album, Dig                                   | Mon Slip, Gabriel Editions            | Francja                             | [ 2 ]   |
| 2005    | POSH074             | CD, Album                                        | Listenable Records                    | Francja                             | [ 2 ]   |
| 2005    | MS08, 5101103375    | CD, Album                                        | Mon Slip                              | Francja                             | [ 2 ]   |
| 2005    | PRO15569            | CD, Album, Promo                                 | Mon Slip                              | Francja                             | [ 2 ]   |
| 2005    | POSH074             | CD, Album, Promo, Car                            | Listenable Records                    | Francja                             | [ 2 ]   |
| 2006    | 6561910035-2        | CD, Album                                        | Prosthetic Records                    | Stany Zjednoczone                   | [ 2 ]   |
| 2007    | STMPCD009           | CD, Album                                        | Stomp                                 | Australia                           | [ 2 ]   |
| 2009    | POSH124             | CD, Album, RE                                    | Listenable Records                    | Francja                             | [ 2 ]   |
| 2009    | POSH124             | CD, Album, RE, Dig                               | Listenable Records                    | Francja                             | [ 2 ]   |
| 2011    | Posh137             | 2xLP, Album, Ltd                                 | Listenable Records                    | Francja                             | [ 2 ]   |
| 2011    | Posh137             | 2xLP, Album, Ltd, Whi                            | Listenable Records                    | Francja                             | [ 2 ]   |
| 2012    | Posh137             | 2xLP, Album, Ltd, RP, Bei                        | Listenable Records                    | Francja                             | [ 2 ]   |
| 2012    | Posh137             | 2xLP, Album, Ltd, RP, Cle                        | Listenable Records                    | Francja                             | [ 2 ]   |
| 2013    | 1910035-1           | 2xLP, Album, Ltd, RE, Blu                        | Prosthetic Records                    | Stany Zjednoczone, Ameryka Północna | [ 2 ]   |
| 2013    | 1910035-1           | 2xLP, Album, Ltd, RE, Eco                        | Prosthetic Records                    | Stany Zjednoczone, Ameryka Północna | [ 2 ]   |
| 2013    | 1910035-1           | 2xLP, Album, Ltd, RE, Red                        | Prosthetic Records                    | Stany Zjednoczone, Ameryka Północna | [ 2 ]   |
| 2013    | Posh137             | 2xLP, Album, Ltd, RP, Gre                        | Listenable Records                    | Francja                             | [ 2 ]   |
| 2013    | Posh137             | 2xLP, Album, Ltd, RP, Ora                        | Listenable Records                    | Francja                             | [ 2 ]   |
| 2013    | 1910035-1           | 2xLP, Album, RE, TP                              | Prosthetic Records                    | Stany Zjednoczone                   | [ 2 ]   |
| 2014    | D.I. 305, DYN2260-2 | CD, Album                                        | Del Imaginario Discos, Dynamo Records | Argentyna                           | [ 2 ]   |
| 2014    | POSH124             | CD, Album                                        | Listenable Records                    | Stany Zjednoczone                   | [ 2 ]   |
| 2016    | POSH312             | Box, RE, S/Edition + Cass, Album, RP + CD, Album | Listenable Records                    | Francja                             | [ 2 ]   |
| 2016    | POSH312             | Box, S/Edition + Cass, Album                     | Listenable Records                    | Francja                             | [ 2 ]   |
| 2016    | POSH137             | 2xLP, Album, Ltd, RP, Cle                        | Listenable Records                    | Francja                             | [ 2 ]   |
| 2016    | POSH137             | 2xLP, Album, Ltd, RP, Gol                        | Listenable Records                    | Francja                             | [ 2 ]   |